# Coupe du monde masculine de hockey sur gazon 2023 – Tournoi de qualification européen
Le Tournoi masculin de qualification européen 2021 est le tournoi européen de qualification pour la Coupe du monde masculine de hockey sur gazon 2023. Le tournoi s'est déroulé à Cardiff, au Pays de Galles, du 21 au 24 octobre 2021.
Les cinq meilleures équipes du Championnat d'Europe 2021 déjà qualifiées pour la Coupe du monde masculine de hockey sur gazon 2023 et les deux meilleures équipes de ce tournoi les rejoindront.

## Équipes qualifiées
Le pays hôte, les deux dernières équipes du Championnat d'Europe 2021 et les 5 meilleures du Championnat II d'Europe 2021 participent au tournoi.
| Événement                    | Dates             | Lieu      | Quotas | Qualifiés                              |
| ---------------------------- | ----------------- | --------- | ------ | -------------------------------------- |
| Pays hôte                    | 14 juillet 2021   | NC        | 1      | Pays de Galles                         |
| Championnat d'Europe 2021    | 4 - 12 juin 2021  | Amsterdam | 2      | France Russie                          |
| Championnat II d'Europe 2021 | 15 - 21 août 2021 | Gniezno   | 5      | Autriche Écosse Irlande Pologne Italie |

## Deuxième tour

### De la cinquième à la huitième place
| Match 5               | (21) Écosse                                                                                                | 10 - 2  | Pologne (26)            |                                              |                                              |
| 22 octobre 2021 16h00 | Walker 9e, 58e · Forsyth 12e, 17e · Coultas 38e · Riddell 42e · Bull 48e · Golden 52e, 55e · McConnell 54e | (3 - 1) | 2e Kurowski · 60e Gumny | Arbitrage : Shane O'Donnell Antonio Ilgrande | Arbitrage : Shane O'Donnell Antonio Ilgrande |
| 22 octobre 2021 16h00 | Rapport |         |                         | Arbitrage : Shane O'Donnell Antonio Ilgrande | Arbitrage : Shane O'Donnell Antonio Ilgrande |

| Match 6 | (22) Italie                          | 3 - 4   | Russie (24)                                                      |                                       |                                       |
| 18h30   | Sior 16e · Nunez 20e · Amorosini 52e | (2 - 1) | 26e Zheleznyakov · 36e Matkovskiy · 39e Skiperskiy · 60e Golubev | Arbitrage : Kevin Roberts Ian Diamond | Arbitrage : Kevin Roberts Ian Diamond |
| 18h30   | Rapport                              |         |                                                                  | Arbitrage : Kevin Roberts Ian Diamond | Arbitrage : Kevin Roberts Ian Diamond |

## Troisième tour

### Septième et huitième place
| Match 9               | (26) Italie                                   | 1 - 1             | Pologne (27)                                      |                                             |                                             |
| 24 octobre 2021 09h30 | Nunez 28e                                     | (1 - 0)           | 48e Hillyer                                       | Arbitrage : Paul van den Assum Nick Bennett | Arbitrage : Paul van den Assum Nick Bennett |
| 24 octobre 2021 09h30 | Rapport                                       |                   |                                                   | Arbitrage : Paul van den Assum Nick Bennett | Arbitrage : Paul van den Assum Nick Bennett |
| 24 octobre 2021 09h30 | Garbaccio · Amorosini · Keenan · Sior · Nunez | Tirs au but 2 - 3 | Kurowski · Jarzyński · Pawlak · Rutkowski · Gumny | Arbitrage : Paul van den Assum Nick Bennett | Arbitrage : Paul van den Assum Nick Bennett |

### Cinquième et sixième place
| Match 10              | (20) Écosse                                | 4 - 2   | Russie (22)              |                                         |                                         |
| 24 octobre 2021 12h00 | Golden 24e, 48e · Morton 51e · Greaves 52e | (1 - 0) | 50e Loginov · 54e Yankun | Arbitrage : Kevin Roberts Jakub Mejzlik | Arbitrage : Kevin Roberts Jakub Mejzlik |
| 24 octobre 2021 12h00 | Rapport                                    |         |                          | Arbitrage : Kevin Roberts Jakub Mejzlik | Arbitrage : Kevin Roberts Jakub Mejzlik |

## Phase finale
|  | Quarts de finale    | Quarts de finale |                     |              | Demi-finales           | Demi-finales |  |  | Finale        | Finale |
|  | Quarts de finale    | Quarts de finale |                     |              | Demi-finales           | Demi-finales |  |  | Finale        | Finale |
|  |                     |                  |                     |              |                        |              |  |  |               |        |
|  |                     |                  |                     |              |                        |              |  |  |               |        |
|  |                     |                  |                     |              |                        |              |  |  |               |        |
|  | Pays de Galles (18) | 2                |                     |              |                        |              |  |  |               |        |
|  | Pays de Galles (18) | 2                |                     |              |                        |              |  |  |               |        |
|  | Italie (22)         | 0                |                     |              |                        |              |  |  |               |        |
|  | Italie (22)         | 0                | Pays de Galles (16) | 1 (2)        |                        |              |  |  |               |        |
|  |                     |                  | Pays de Galles (16) | 1 (2)        |                        |              |  |  |               |        |
|  |                     | Irlande (14)     | 1 (1)               |              |                        |              |  |  |               |        |
|  | Irlande (14)        | Irlande (14)     | 1 (1)               | 2            |                        |              |  |  |               |        |
|  | Irlande (14)        |                  |                     | 2            |                        |              |  |  |               |        |
|  | Russie (23)         | 0                |                     |              |                        |              |  |  |               |        |
|  | Russie (23)         | 0                | Pays de Galles (15) | 2            |                        |              |  |  |               |        |
|  |                     |                  | Pays de Galles (15) | 2            |                        |              |  |  |               |        |
|  |                     | France (13)      | 1                   |              |                        |              |  |  |               |        |
|  | France (13)         | France (13)      | 1                   | 5            |                        |              |  |  |               |        |
|  | France (13)         |                  |                     | 5            |                        |              |  |  |               |        |
|  | Pologne (26)        | 0                |                     |              |                        |              |  |  |               |        |
|  | Pologne (26)        | 0                | France (13)         | 4            |                        |              |  |  |               |        |
|  |                     |                  | France (13)         | 4            | Match pour la 3e place |              |  |  |               |        |
|  |                     | Autriche (19)    | 1                   |              |                        |              |  |  |               |        |
|  | Autriche (19)       | Autriche (19)    | 1                   | 0 (3)        |                        |              |  |  |               |        |
|  | Autriche (19)       |                  |                     | 0 (3)        |                        |              |  |  |               |        |
|  | Écosse (20)         | 0 (2)            |                     | Irlande (14) | 3 (3)                  |              |  |  |               |        |
|  | Écosse (20)         | 0 (2)            |                     | Irlande (14) | 3 (3)                  |              |  |  |               |        |
|  |                     |                  |                     |              |                        |              |  |  | Autriche (19) | 3 (4)  |
|  |                     |                  |                     |              |                        |              |  |  | Autriche (19) | 3 (4)  |

### Quarts de finale
| Match 1               | (13) France                                                   | 5 - 0   | Pologne (26) |                                           |                                           |
| 21 octobre 2021 11h00 | Clément 14e, 15e · Rogeau 18e · Baumgarten 33e · Branicki 57e | (3 - 0) |              | Arbitrage : Shane O'Donnell Kevin Roberts | Arbitrage : Shane O'Donnell Kevin Roberts |
| 21 octobre 2021 11h00 | Rapport                                                       |         |              | Arbitrage : Shane O'Donnell Kevin Roberts | Arbitrage : Shane O'Donnell Kevin Roberts |

| Match 2 | (19) Autriche                                      | 0 - 0             | Écosse (20)                                   |                                            |                                            |
| 13h30   |                                                    | (0 - 0)           |                                               | Arbitrage : Antonio Ilgrande Jakub Mejzlik | Arbitrage : Antonio Ilgrande Jakub Mejzlik |
| 13h30   | Rapport                                            |                   |                                               | Arbitrage : Antonio Ilgrande Jakub Mejzlik | Arbitrage : Antonio Ilgrande Jakub Mejzlik |
| 13h30   | Unterkircher · Fröhlich · Losonci · Hasun · Körper | Tirs au but 3 - 2 | Forsyth · McConnell · Golden · Morton · Field | Arbitrage : Antonio Ilgrande Jakub Mejzlik | Arbitrage : Antonio Ilgrande Jakub Mejzlik |

| Match 3 | (14) Irlande   | 2 - 0   | Russie (23) |                                            |                                            |
| 16h00   | Walker 4e, 34e | (1 - 0) |             | Arbitrage : Paul van den Assum Ian Diamond | Arbitrage : Paul van den Assum Ian Diamond |
| 16h00   | Rapport        |         |             | Arbitrage : Paul van den Assum Ian Diamond | Arbitrage : Paul van den Assum Ian Diamond |

| Match 4 | (18) Pays de Galles | 2 - 0   | Italie (22) |                                      |                                      |
| 18h30   | G. Furlong 26e, 55e | (1 - 0) |             | Arbitrage : Ben Göntgen Nick Bennett | Arbitrage : Ben Göntgen Nick Bennett |
| 18h30   | Rapport             |         |             | Arbitrage : Ben Göntgen Nick Bennett | Arbitrage : Ben Göntgen Nick Bennett |

### Demi-finales
| Match 7               | (13) France                                          | 4 - 1   | Autriche (19)    |                                            |                                            |
| 23 octobre 2021 12h00 | Charlet 19e · Goyet 48e · Tynevez 55e · Branicki 60e | (1 - 0) | 39e Unterkircher | Arbitrage : Paul van den Assum Ben Göntgen | Arbitrage : Paul van den Assum Ben Göntgen |
| 23 octobre 2021 12h00 | Rapport                                              |         |                  | Arbitrage : Paul van den Assum Ben Göntgen | Arbitrage : Paul van den Assum Ben Göntgen |

| Match 8 | (16) Pays de Galles                          | 1 - 1             | Irlande (14)                          |                                        |                                        |
| 14h30   | Naughalty 19e                                | (1 - 1)           | 1e Robson                             | Arbitrage : Nick Bennett Jakub Mejzlik | Arbitrage : Nick Bennett Jakub Mejzlik |
| 14h30   | Rapport                                      |                   |                                       | Arbitrage : Nick Bennett Jakub Mejzlik | Arbitrage : Nick Bennett Jakub Mejzlik |
| 14h30   | Prosser · Shipperley · Naughalty · Pritchard | Tirs au but 2 - 1 | Empey · Walsh · McKee · Murray · Cole | Arbitrage : Nick Bennett Jakub Mejzlik | Arbitrage : Nick Bennett Jakub Mejzlik |

### Troisième et quatrième place
| Match 11              | (14) Irlande                                 | 3 - 3             | Autriche (19)                                      |                                     |                                     |
| 24 octobre 2021 14h30 | McKee 33e, 44e · Duncan 54e                  | (0 - 2)           | 11e Wellan · 29e Unterkircher · 58e Binder         | Arbitrage : Ben Göntgen Ian Diamond | Arbitrage : Ben Göntgen Ian Diamond |
| 24 octobre 2021 14h30 | Rapport                                      |                   |                                                    | Arbitrage : Ben Göntgen Ian Diamond | Arbitrage : Ben Göntgen Ian Diamond |
| 24 octobre 2021 14h30 | Empey · Walsh · Murray · Walker · O'Donoghue | Tirs au but 3 - 4 | Unterkircher · Fröhlich · Losonci · Hasun · Körper | Arbitrage : Ben Göntgen Ian Diamond | Arbitrage : Ben Göntgen Ian Diamond |

### Finale
| Match 12              | (15) Pays de Galles         | 2 - 1   | France (13)    |                                              |                                              |
| 24 octobre 2021 17h00 | Hawker 43e · Shipperley 55e | (0 - 1) | 23e Baumgarten | Arbitrage : Shane O'Donnell Antonio Ilgrande | Arbitrage : Shane O'Donnell Antonio Ilgrande |
| 24 octobre 2021 17h00 | Rapport                     |         |                | Arbitrage : Shane O'Donnell Antonio Ilgrande | Arbitrage : Shane O'Donnell Antonio Ilgrande |

## Classement final
| Rang               | Équipe         | J | V | N | P | BP | BC | Diff | Pts | Qualification       |
| ------------------ | -------------- | - | - | - | - | -- | -- | ---- | --- | ------------------- |
| Médaille d'or      | Pays de Galles | 3 | 2 | 1 | 0 | 5  | 2  | +3   | 7   | Coupe du monde 2023 |
| Médaille d'argent  | France         | 3 | 2 | 0 | 1 | 10 | 3  | +7   | 6   | Coupe du monde 2023 |
| Médaille de bronze | Autriche       | 3 | 0 | 2 | 1 | 4  | 7  | -3   | 2   |                     |
| 4                  | Irlande        | 3 | 1 | 2 | 0 | 6  | 4  | +2   | 5   |                     |
| 5                  | Écosse         | 3 | 2 | 1 | 0 | 14 | 4  | +10  | 7   |                     |
| 6                  | Russie         | 3 | 1 | 0 | 2 | 6  | 9  | -3   | 3   |                     |
| 7                  | Pologne        | 3 | 0 | 1 | 2 | 3  | 16 | -13  | 0   |                     |
| 8                  | Italie         | 3 | 0 | 1 | 2 | 4  | 7  | -3   | 0   |                     |